# Georg Huth
Georg Huth (Krotoschin in Pruisisch Posen, 25 februari 1867 - 1 juni 1906) was een Duits oriëntalist en ontdekkingsreiziger.
Huth begon zijn studie in 1885 aan de Humboldt-Universiteit Berlijn en hij behaalde zijn doctoraat aan de Universiteit Leipzig in 1889. Vanaf 1891 onderwees hij aan de Universiteit van Berlijn in Centraal-Aziatische talen en boeddhisme. In 1897 ondernam hij een reis naar Siberië om daar Toengoezische talen te leren, waarvoor hij een studiebeurs ontving van de Russische Academie van Wetenschappen in Sint-Petersburg. In 1902 ging hij mee met de Turpan-expeditie van het Königliches Museum für Völkerkunde uit Berlijn naar oostelijk Turkestan, waar hij Turkse dialecten en folklore bestudeerde.

## Werken
- "Die Zeit des Kālidāsa" (Berlijn, 1889);
- "De Chandoratnākara van Ratnākaraçānti" (Sanskriet-teksten met Tibetaanse vertaling) (Berlijn, 1890);
- Geschichte des Buddhismus in der Mongolei: aus dem Tibetischen des 'Jigs-med-nam-mkha'  (Eerste deel Tibetaanse tekst, tweede deel Duitse vertaling, Straatsburg, 1892-96);
- "Die Inschriften von Tsaghan Baišing," Tibetaans-Mongoolse tekst met linguïstische en historische notities) (Leipzig, 1894)
- "Die Tungusische Volkslitteratur und Ihre Ethnologische Ausbeute," in het bulletin van de St. Petersburgse Academie van Wetenschappen (1901)